# برو ريسلينغ نوا
برو ريسلينج نوا باللغة اليابانية (プロレスリングノア وتعرب الي برو ريسورينجو نوا) هو اتحاد ياباني للمصارعة المحترفين، أُسس في عام 2000 من قبل الأسطورة اليابانية السابقة ميتسوهارو ميساوا مصارع اتحاد (أول جابان بور ريسلينج) السابق

## التاريخ

### برو ريسلينج نوا تحت إدارة ميساوا (2000-2009)
في يناير 1999، تُوفي مؤسس ومالك اتحاد أول جابان برو ريسلينج AJPW السابق جاينت بابا، تاركًا الشركة تحت أدارة أرملته موتوكو بابا لتصبح هي مالكة الاتحاد وميساوا كرئيس للأتحاد. ومع ذلك، وبعد أن شعر ميساوا بالإحباط إزاء الاتجاه المقترح من إدارة موتوكو بابا للشركة قرر ميساوا ترك الاتحاد في 28 مايو 2000 لتشكيل اتحاد مصارعة جديد يسمى برو ريسلينج نوا. كل النجوم باستثناء ماسانوبو فوتشي وتوشياكي كاوادا ونجمين من جايجين (ستان هانسن وماوناكيا موسمان) تبعوا ميساوا. لمح ميساوا إلي اسم الاتحاد من قصة نوح البار المذكورة في الكتاب المقدس، التي نجا فيها الناس والحيوانات في الفلك من الفيضان وبدأوا بداية جديدة في العالم، وهي قصة شوهدت موازية لرحيل المصارعين من AJPW. يشير رمز اتحاد برو ريسلينج نوا الترويجي، إلي سفينة مع حمامة تحمل غصن الزيتون.
يعد اتحاد برو ريسلينج نوا أساسًا لنظام AJPW الترويجي في التسعينيات، مع اختلاف بسيط للسماح للمصارعين من الاتحادات الأخرى بالتنافس مع مصارعي نوا والعكس، وهو أمر كان يمنعه جاينت بابا
يتميز اتحاد برو ريسلينج نوا أيضًا بتقسيم المصارعين الي فئتين فئة الجونيور ‏ وفئة الوزن الثقيل، وهو أمر كانت AJPW تفتقر إليه نسبيًا في التسعينيات بسبب قلة النجوم فئة الجونيور (مثل يوشينوبو كينمارو وكينتا وناوميتشي ماروفوجي) علي غرار اتحاد نيو جابان برو ريسلينج العريق

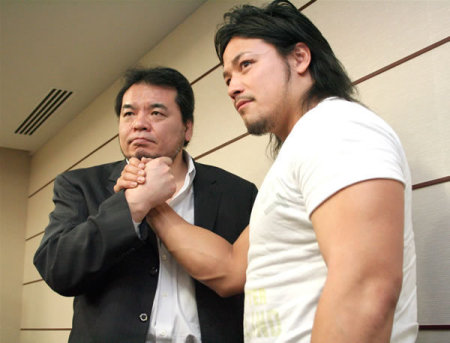
ميتسوهارو ميساوا وغو شيوزاكي

صنفت مجلة The Wrestling Observer الاتحاد كأفضل اتحاد في عامي 2004 و 2005، وكذلك حصل على تصنيف كأفضل برنامج تلفزيوني أسبوعي في عام 2003
في 13 يونيو 2009، تعاون ميساوا مع جو شيوزاكي ضد أكيتوشي سايتو وبيسون سميث في قاعة هيروشيما جرين آرينا. بعد ان تلقي ميساوا ضربة بيلي تو باك سوبليكس من سايتو، فقد ميساوا وعيه ونُقل إلى المستشفى. أعلن وفاته في المستشفى في الساعة 10:10   مساء بتوقيت اليابان بسبب تلف في العمود الفقري. في 27 يونيو 2009، تم تعيين أكيرا توي كخليفة ميساوا، وتولى منصب رئيس اتحاد. أيضا في عام 2009، فقد الاتحاد برنامجهم التلفزيوني الأسبوعي الذي كان يبث على تلفزيون نيبون.

### نوح بعد ميساوا (2009 حتى الآن)
بعد وفاة ميساوا صارع الاتحاد للبقاء علي قيد الحياة ودخل في عدة ازمات مالية اشهرها
في مارس 2012، تم الكشف عن أن إدارة الاتحاد لها صلة بـ عدة جرائم ياكوزا، مما أدى إلى رفع رتبة المدير العام ريو ناكاتا والمستشار هاروكا إيجن وفرض بروتوكولات جديدة لمكافحة الياكوزا؛ كما فقد اتحاد برو ريسلينج نوا برنامجه التلفزيوني كجزء من هذه التداعيات.
في 3 ديسمبر 2012، سرح الاتحاد كينتا كوباشي من عقده، وأفيد ان إتسوشي أوكي، وجو شيوزاكي، وجون أكياما، وكوتارو سوزوكي، ويوشينوبو كانيمارو جميعًا اعلنوا أنهم لن يعاودوا التوقيع عقوداً بعد انتهاء عقودهم في يناير 2013. في 19 ديسمبر 2012، أكد اتحاد برو ريسلينج نوا بأن الرجال الخمسة رفضوا حقًا التوقيع من جديد مع الاتحاد وسيصارعون مبارياتهم النهائية مع الاتحاد في 23 و 24 ديسمبر 2012. في الشهر التالي، انضم الرجال الخمسة إلى اتحاد AJPW. عاد كينتا كوباشي ليصارع مباراة اعتزاله في حلبة اتحاد برو ريسلينج نوا في الـ11 مايو 2013، في عرض Final Burning in Budokan.
في 12 مايو 2013 في عرض "New Chapter " الذي أقيم في قاعة كوريكان هول في طوكيو، أعلن أكيرا تاو عن توقيع عقدا مع كل من دايسوكي هارادا وميكي نيكولز وشين هاست وفريق الماتي دونت نيل (TMDK) كمصارعين فول تايمر في العرض. كما أعلن توي اعتزاله من المصارعة للتركيز على واجباته كرئيس للاتحاد واقيمت مباراة تقاعده في 7 ديسمبر 2013 في اريكي كوليسيوم. في 30 أبريل 2014، أعلن اتحاد نوا عن ان نجمهم الكبير كينتا سيتقل من الاتحاد للتوقيع مع دبليو دبليو اي.
في أوائل عام 2015 مصارع NJPW جادو تولى منصب رئيس فريق الابداع الجديد للاتحاد. في 21 أبريل 2015، اضطر تاكيشي موريشيما، أحد نجوم اتحاد نوا الكبار، إلى التقاعد من المصارعة المحترفين بسبب مشاكل بدمه. في 24 ديسمبر 2015، أعلن اتحاد برو ريسلينج نوا عن توقيع عقد حر مع كاتسوهيكو ناكاجيما. بعد أربعة أيام، أعلن اتحاد برو ريسلينج نوا عن مغادرة ميكي نيكولز وشين هاست وتاكيشي موريشيما، بعد انتهاء عقودهم مع الاتحاد في نهاية العام.
في 13 يونيو 2016، أعيد توقيع مع المصارع المستقل غو شيوزاكي رسميًا مع اتحاد Noah ، بعد ثلاث سنوات ونصف من استقالته من الاتحاد.
في 1 نوفمبر 2016، تم الإعلان عن بيع الاتحاد لشركة تطوير تكنولوجيا المعلومات تسمي Estbee Co، Ltd. ونتيجة لذلك، تولى ماسايوكي أوشيدا رئيس الرابطة السابقة لحزب العدالة والمساواة منصب رئيس الاتحاد الجديد. في 7 نوفمبر، غيرت شركة Estbee اسم الاتحاد رسميًا إلى «Noah Global Entertainment شركة مساهمة».
في 27 ديسمبر 2016، أعلنت شركة نوا العالمية للترفيه عن نقل مكاتبها من ارياك، طوكيو إلى كاندا-ميساكيتشو بسبب انه كان من المقرر اغلاق قاعة ديفير ارياك بشكل نهائي كما كان مقرر في يونيو 2018 حيث كانت هذه القاعة مقر للشركة.
في نهاية عام 2016، سحبت NJPW جميع مصارعيها، بما في ذلك فريق سوزوكي-غانز بالكامل، من نوا مع إصدار بيان يفيد بأن العلاقة بين الاتحادين قد تحولت إلى «تعكر شديد». بعد فقد العلاقة NJPW ، انخفضت أعداد الحضور نوا بنسبة 29 ٪ خلال الأشهر الأربعة الأولى من عام 2017.
في 7 فبراير 2017، أعلنت شركة برو ريسلينج نوا عن تحالف تجاري مع الاتحاد الأمريكي توتال نون ستوب اكشن (TNA)،  الذي تم تمديده في يوليو، بعد أن تم تغيير اسم TNA إلى غلوبال فورس ريسلينج (GFW).
في مارس 2017، شكل اتحاد نوا شراكة أخرى مع الاتحاد الكندي بوردر سيتي ريسلينج (BCW). واتحاد AAA واتحاد Progress وووقعوا اتفاقية مع اتحاد WWE ليستعيروا كينتا لمباراة في عرض الذكري العشرين له في المصارعة

## حقبة جديدة من 2019 حتي الآن
في 1 فبراير 2019، تم شراء Noah بواسطة شركة LIDET Entertainment ، حيث استحوذت على 75٪ من الشركة. أعقب ذلك الشهر المقبل تم تغير علامة تجارية كبرى في تاريخ الشركة. لم يغير Pro Wrestling Noah شعاره فحسب، بل قام أيضًا باستبدال حصيرة خضراء بقماش أبيض.
و في 26 يوليو 2019 أعلن اتحاد ميجور ليغ ريسلينج عن توقيع علاقة شراكة مع اتحاد برو ريسلينج نوا وبداءت الشراكة بأعارة البطل الوطني أليكسندر هامرستون للأتحاد للمشاركة في بعض العروض بالأضافة لتبادل المصارعين بين الشركتين وفقاً لبنود الشراكة بين الأتحادين

## البطولات
على غرار اتحاد نيو جابان برو ريسلينج الجائزة الكبرى الدولية للمصارعة (IWGP)، تمتلك Noah اسم القاب خاص بها وهي التاج العالمي الشرف (GHC).
اعتبارًا من أبريل 2, 2025
الالقاب النشطة
| اسم بطولة                           | البطل الحالي                                  | عدد مرات حمل اللقب | تاريخ الفوز     | مدة حمل اللقب | الموقع             | ملاحظات                                                                                              |
| ----------------------------------- | --------------------------------------------- | ------------------ | --------------- | ------------- | ------------------ | --- |
| بطولة الجي اتش سي للوزن الثقيل      | كايتو كيوميا                                  | 1                  | ديسمبر 16, 2018 | 2299+         | يوكوهاما ، اليابان | هزم تاكاشي سوجيورا في عرض Great Voyage 2018 in Yokohama Volume 2 .                                   |
| بطولة جي إتش سي جونيور للوزن الثقيل | هياتا                                         | 2                  | أغسطس 4, 2019   | 2068+         | يوكوهاما ، اليابان | هزم مينورو تاناكا في عرض Departure 2019 .                                                            |
| بطولة جي اتش سي للفرق               | فريق اكسيز (غو شوزوكي وكاتسوهيكو ناكاجيما)    | 1 (5/7)            | يونيو 27, 2019  | 2120+         | اوساكا، اليابان    | هزما فريق سوجيورا غان (كازما ساكاموتو وتاكاشي سوجيورا) في عرض جلوبال جونيور تاج ليغ 2019             |
| بطولة جي اتش سي للفرق الجونيور      | فريق ستينجير (يوشيناري أوغاوا وكوتارو سوزوكي) | 1 (4\4)            | فبراير 24, 2019 | 2229+         | طوكيو، اليابان     | هزما فريق باك بريكر هاجيمي اوهارا و هيتوشي كومانو في عرض Navigation For The Progress 2019 .اليوم 4 . |

القاب غير نشطة
| بطولة                                   | البطل النهائي | عدد مرات حمل اللقب | تاريخ الفوز   | تاريخ إلغاء البطولة | الموقع         | ملاحظات                                           |
| --------------------------------------- | ------------- | ------------------ | ------------- | ------------------- | -------------- | ------------------------------------------------- |
| بطولة جي اتش سي الهاردكور للوزن المفتوح | كينتا كوباشي  | 1                  | يونيو 8, 2009 | ديسمبر 23, 2009     | طوكيو، اليابان | هزم ماكوتو هاشي في عرض Southern Navigation 2009 . |

يقوم اتحاد Noah أيضًا بطولات سنوية لتحديد أفضل مصارع أو فريق في الاتحاد ويحصل الفائز فيها علي كاس أو يصبح المتحدي الأول علي لقب بطولة:
| البطولة                       | آخر الفائزين                   | تاريخ الفوز     |
| ----------------------------- | ------------------------------ | --------------- |
| أن -1 فيكتوري                 | كينوه                          | نوفمبر 25, 2018 |
| الدوري العالمي للفرق          | تاكاشي سوجيورا وكازما ساكاموتو | مايو 4, 2019    |
| الدوري العالمي للجونيور       | هياتا                          | يوليو 27, 2019  |
| الدوري العالمي الجونيور للفرق | كوتارو سوزوكي ويوشيناري أوغاوا | يونيو 13, 2019  |

## برو ريسلينج سيم
يعد اتحاد برو ريسلينج سيم التابع الأصغر لـبرو ريسلينج نوا الذي تم إطلاقه في عام 2006. جاء اسم الأتحاد من شخصية الكتاب المقدس سام، الأبن الأكبر لنوح. كان اتحاد برو ريسلينج سيم يرأسه في الأصل كينتا وناوميتشي ماروفوجي، حيث كان يعملان كمدربين للمصارعين الصاعدين. وجاء إلهام ميتسوهارو ميساوا للمشروع من الاتحاد الألماني ويست سايد اكستريم ريسلينج، حيث صارع فيه ميساوا في شهر مارس 2005. تقتصر المقاعد على بضع مئات الحضور، بحيث يمكن لجميع المشجعين الجلوس بالقرب من الحلبة. عادة ما تم تنظيم عروض برو ريسلينج سيم في قاعة ديفير ارياكي في طوكيو. ولا توجد فعاليات سيم منذ عام 2015.

## روابط خارجية
- الموقع الرسمي
- صفحة اتحاد برو المصارعة نوا علي موقع ريسلينج تايتلز